# Tim Buckley
Timothy Charles (Tim) Buckley III (Washington D.C., 14 februari 1947 – Santa Monica, 29 juni 1975) was een Amerikaans singer-songwriter.
Hij combineerde tijdens zijn korte carrière in de late jaren '60 en '70 verschillende soorten muziek als jazz, funk, soul en avant-garde muziek in een geheel eigen stijl. Zijn song Song to the siren kreeg in 1984 bekendheid in Nederland in de uitvoering door het Britse project This Mortal Coil.
Hij is de vader van singer-songwriter Jeff Buckley. Tim Buckley overleed op 28-jarige leeftijd aan een heroïne-overdosis.

## Discografie

### Albums
- Tim Buckley (1966)
- Goodbye and Hello (1967)
- Happy Sad (1969)
- Blue Afternoon (1970)
- Lorca (1970)
- Starsailor (1970)
- Greetings from L.A. (1972)
- Sefronia (1973)
- Look at the Fool (1974)

### Livealbums
- Dream Letter: Live in London 1968 (1990)
- Live at the Troubadour 1969 (1994)
- Honeyman (Live) (1995)
- Once I Was (1999)
- Copenhagen Tapes (2000)
- Live at The Electric Theatre Co. Chicago 1968 (2019)

### Andere uitgaven
- Peel Sessions (1991)
- Works in Progress (1999)
- Morning Glory: The Tim Buckley Anthology (2001)
- The Dream Belongs to Me: Rare and Unreleased 1968 - 1973 (2001)

### NPO Radio 2 Top 2000
Van Tim Buckley stond alleen Pleasant Street in 2000 in de NPO Radio 2 Top 2000, op plek 1736.